# Cinema ZED

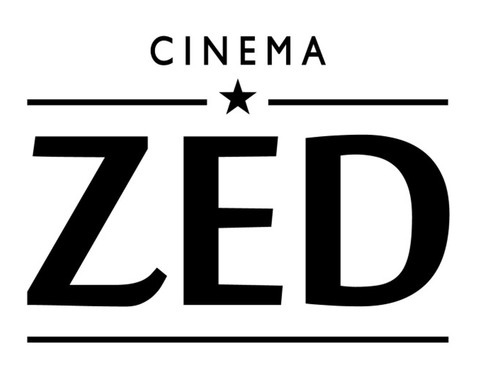
Logo Cinema ZED

Cinema ZED is een non-profit cinema die het jaar rond geopend is. Cinema ZED is gelegen in Leuven en bestaat uit 3 zalen: 2 zalen (147 plaatsen en 70 plaatsen) op de Vesaliussite en 1 zaal (96 plaatsen) in de gebouwen van het Kunstencentrum STUK. De cinema brengt in hoofdzaak nieuwe distributietitels aangevuld met thematische reeksen, herhalingen van ouder werk, filmklassiekers, documentaires, jeugdfilms en kortfilmcompilaties.
Cinema ZED werd geopend in januari 2002. Het is een project van Fonk vzw, de organisatie die ook achter de filmfestivals Docville en Internationaal Kortfilmfestival Leuven, Dalton Distribution, Zomerfilms, Filmklap en de productiecel Fonk Producties zit. In januari 2017 werd een nieuwe locatie geopend met twee zalen in de Vesaliussite. Op deze site zijn ook de kantoren van de organisatie aanwezig, alsook het vegetarisch café/restaurant Het Strand.
Cinema ZED is een sterk lokaal verankerde culturele organisatie die intensief samenwerkt met culturele organisaties allerhande. Daarnaast vinden ook met de regelmaat van de klok filmfestivals plaats in Cinema ZED, zoals het Afrika Filmfestival, het Rode Hond Kinderfestival en het Holebifilmfestival.